# Unitaa
Unitaa (auch: Ekaje, Namu) ist eine winzige Insel des Ailinglaplap-Atolls in der Ralik-Kette im ozeanischen Staat der Marshallinseln (RMI).

## Geographie
Das Motu liegt im Nordsaum des Riffs zwischen Enujok und Ngak an der Unitaa Passage (Namu Pass, Namu-Suido, Tonam). Das Motu hat die Form eines geschwungenen Herzens. Es ist ca. 250 m Lang und 100 m breit. Südöstlich, im Innern der Lagune liegen zwei weitere winzige und namenlose Motu.

## Klima
Das Klima ist tropisch heiß, wird jedoch von ständig wehenden Winden gemäßigt. Ebenso wie die anderen Orte der Ailinglaplap-Gruppe wird Unitaa gelegentlich von Zyklonen heimgesucht.